# Ceratalictus ischnotes
Ceratalictus ischnotes là một loài Hymenoptera trong họ Halictidae. Loài này được Vachal mô tả khoa học năm 1911.